# Magnus Krog
Magnus Krog, född 19 mars 1987, är en norsk utövare av nordisk kombination som ingick i det norska lag som vann guld i lagtävlingen vid Olympiska vinterspelen 2014. Under samma OS tog Krog även brons i tävlingen i normalbacke +10 km.